# Microcottus sellaris
Microcottus sellaris är en fiskart som först beskrevs av Gilbert, 1896.  Microcottus sellaris ingår i släktet Microcottus och familjen simpor. Inga underarter finns listade i Catalogue of Life.